# 2216 Kerch
2216 Kerch è un asteroide della fascia principale. Scoperto nel 1971, presenta un'orbita caratterizzata da un semiasse maggiore pari a 3,0160710 UA e da un'eccentricità di 0,1034130, inclinata di 10,44150° rispetto all'eclittica.